# Utrecht Zuilen
Utrecht Zuilen (ned: Station Utrecht Zuilen) – przystanek kolejowy w Utrechcie, w prowincji Utrecht, w Holandii. Stacja znajduje się na linii Amsterdam – Elten.
Utrecht Zuilen znajdujące się między obszarami mieszkalnymi Zuilen i Ondiep po wschodniej stronie linii i parku biznesowego Cartesiusweg po stronie zachodniej. Obsługuje głównie obszar północno-zachodni Utrechtu.
Przystanek znajduje się na podwójnym wiadukcie nad Cartesiusweg/St. Josephlaan i ma schody po obu stronach przystanku, a po jednej stronie windę w celu zapewnienia dostępu do przystanku bez konieczności przekraczania ulicy. Po obu stronach drogi są przystanki autobusowe, automaty biletowe i parkingi rowerowe.
Uruchomienie nowego przystanku pierwotnie planowano wraz z wejściem nowego rozkładu jazdy na rok 2007 w dniu 10 grudnia 2006. Ten jednak został przełożony, początkowo do 25 kwietnia 2007 roku, kiedy linia kolejowa między Utrechtem i Amsterdam ArenA Bijlmer została rozbudowana do profilu czterotorowego, a ostatecznie został otwarty 10 czerwca 2007.

## Linie kolejowe
- Amsterdam – Elten

## Połączenia
- 7400 Sprinter (Amsterdam Centraal – ) Breukelen – Maarssen – Utrecht Centraal – Driebergen-Zeist – Rhenen
- 17400 Sprinter Breukelen – Maarssen – Utrecht Centraal ( – Driebergen-Zeist – Veenendaal Centrum)

## Transport autobusowy
Stacja Maarssen jest obsługiwana przez linie autobusowe U-OV. 
| Linia | Trasa                                                                                     | Przewoźnik   |
| ----- | ----------------------------------------------------------------------------------------- | ------------ |
| 30    | Leidsche Rijn - Cartesiusweg - Zuilen - Overvecht - Wittevrouwen - Rijnsweerd - De Uithof | U-OV (Qbuzz) |